# Weingut Freiherr von Gleichenstein
Das Weingut Freiherr von Gleichenstein liegt in Vogtsburg-Oberrotweil im Kaiserstuhl im Weinanbaugebiet Baden. Der Kaiserstuhl gehört zu den wärmsten Regionen Deutschlands und besitzt zahlreiche Weinberge.

## Geschichte
1490 erbaute das Kloster St. Blasien einen Zehntkeller mit Zehntscheune. Viele dieser aufwendig gearbeiteten Holzkonstruktionen und der Weinkeller konnten bis heute original erhalten werden. Seit 1634 ist der Hof im Familienbesitz.
Als Hans Joachim von Gleichenstein das Gut 1959 übernahm, wandelte er den damaligen landwirtschaftlichen Mischbetrieb, welcher vor allem von Obstbau und Milchwirtschaft geprägt war, in ein Gut mit wirtschaftlichem Schwerpunkt auf den Weinbau um.
1970/71 wurde der „Hofgarten“, der mit Obstbäumen bepflanzt war, in Rebfläche umgewandelt und 1976 Reben am Henkenberg zugekauft, welche sich schon unter Ignaz von Gleichenstein in eigenem Besitz befanden.
Johannes von Gleichenstein (* 1973) führt das Weingut mit seiner Ehefrau Christina (* 1974) in elfter Generation seit 2002.

## Lagen und Rebsorten
Auf den 50 Hektar Rebfläche wachsen zu 90 Prozent die klassischen Burgundersorten (Spät-, Grau- und Weißer Burgunder), außerdem werden Muskateller, Chardonnay und angebaut.
Oberrotweiler Eichberg
- Hangneigung von bis zu 45 %
- Boden besteht aus Vulkanverwitterungsgestein

Oberrotweiler Henkenberg
- ehemalige Richtstätte
- kleine Erhebung zwischen Burkheim und Oberrotweil
- Vulkanverwitterungs-Böden mit Basaltschichten

## Auszeichnungen (Auswahl)
- 1. Platz Falstaff Rotweinpreis 2011[3]
- Gault-Millau 2010 Aufsteiger des Jahres[4]
- 1. Platz Vinum Rotweinpreis 2009[5]